# Sergej Strukov
Sergej Stanislavovič Strukov (in russo Струков Сергей Станиславович?; Volgograd, 17 settembre 1982) è un ex calciatore russo, di ruolo attaccante.